# Good Morning President
Pour plus de détails, voir Fiche technique et Distribution.
Good Morning President (굿모닝 프레지던트) est un film sud-coréen réalisé par Jang Jin, sorti en 2009.

## Synopsis
Le film suit trois présidents : Kim Jung-ho, en fin de mandat ; Cha Ji-wook, un jeune politicien expert en manipulation et Han Kyuong-ja, une femme.

## Fiche technique
- Titre : Good Morning President
- Titre original : 굿모닝 프레지던트
- Réalisation : Jang Jin
- Scénario : Jang Jin
- Musique : Han Jae-kwon
- Photographie : Choi Sang-ho
- Montage : Kim Jae-beom et Kim Sang-beom
- Production : Jang Jin et Lee Taek-yong
- Société de production : CJ Entertainment, K&J Entertainment et Soranplayment
- Pays :  Corée du Sud
- Genre : Drame
- Durée : 131 minutess
- Dates de sortie : 
  -  Corée du Sud : 22 octobre 2009

## Distribution
- Lee Soon-jae : le président Kim Jeong-ho
- Jang Dong-gun : le président Cha Ji-wook
- Ko Du-shim : la présidente Han Kyeong-ja
- Lim Ha-ryong : Choi Chang-myeon, le mari de Han Kyeong-ja
- Han Chae-young : Kim I-yeon, la fille de Kim Jeong-ho
- Martin Lord Cayce : la président américain
- Jeong Gyoo-soo : le secrétaire-en-chef de Kim Jeong-ho
- Heo Jeong-gyoo : le premier conseiller de Cha Ji-wook
- Min Jun-hHo : l'homme de Mi-mi
- Jeon Yang-ja : la femme de Kim Jeong-ho
- Jung Yu-mi : Mi-mi

## Distinctions
Le film a été nommé pour trois Blue Dragon Film Awards.